# 河南省三门峡监狱
河南省三门峡监狱，位于河南省三门峡市陕州区张湾乡209国道北侧、苍龙涧河西侧，隶属河南省监狱管理局。

## 沿革
河南省三门峡监狱始建于1951年7月，原址位于豫西山区的三门峡市陕州区硖石乡，到2014年为止是河南省属监狱中最后一个关押点设在山区的监狱。该监狱四面环山，交通不便，夏季常有山洪，冬季大雪封山、十分寒冷。
2008年9月，该监狱迁建项目被中华人民共和国司法部和国家发改委列为监狱布局调整重点项目。此后，河南省司法厅、河南省监狱管理局、中共三门峡市委、三门峡市人民政府主要领导协商确定了河南省三门峡监狱迁建项目的新地址。2014年，该监狱实现了整体搬迁，从豫西山区迁到三门峡市区的苍龙涧河西侧新址。

## 医疗及服务设施
该监狱设有河南省三门峡监狱医院。